# 笹森儀助

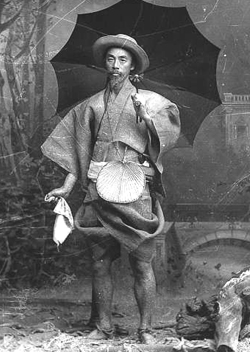
南方を探検するための笹森儀助の服装。落ちてくるヤマビルを避けるためコウモリ傘を持ち、蚊を追い払うために腰に団扇をさしているが、暑さのためにまくしあげた単衣の下からは、虫に刺されて腫れた足が露出している。

笹森 儀助（ささもり ぎすけ、弘化2年1月25日（1845年3月3日） - 大正4年（1915年）9月29日）は日本の探検家、政治家、実業家。当時の日本において辺境の地であり、その実態がほとんど分かっていなかった南西諸島や千島列島を調査した他、奄美大島の島司や第2代青森市長も務めている。
また、南西諸島調査の詳細な記録である著書『南嶋探験』は、柳田國男など後の民俗学者に大きな影響を与えた。

## 経歴
1845年（弘化2年）、陸奥国弘前在府町（現・青森県弘前市在府町）に、弘前藩士・笹森重吉の子として生まれる。藩校稽古館（現・東奥義塾高等学校）で学んだ後、弘前藩・青森県に勤め、中津軽郡長も務めるなどしたが、1881年（明治14年）に辞職。当時の青森県では自由民権運動団体である共同会と笹森ら保守派が対立していたのだが、この統一を考えた青森県令・山田秀典に笹森が反発したための退職であった。
辞職後の笹森は、保守派の中心人物であり、共に県を辞職した大道寺繁禎（第五十九国立銀行の設立者）と牧場経営会社・農牧社を設立、副社長となる。1886年（明治19年）には社長の大道寺が中津軽郡長に就任することになったため、代わって社長に選出された。1892年（明治25年）、農牧社を退職。

### 南北の探検

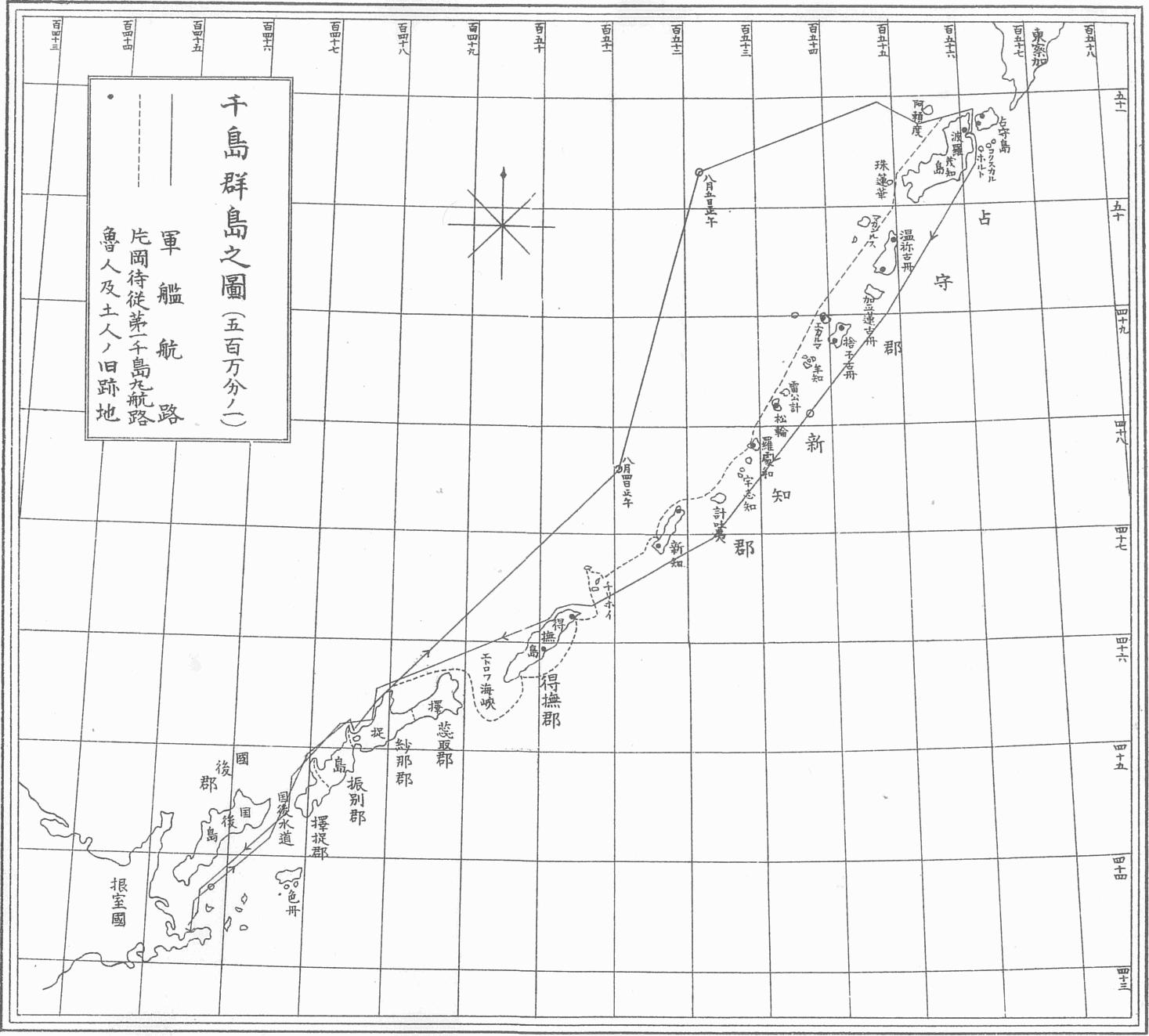
笹森の千島探検行程図

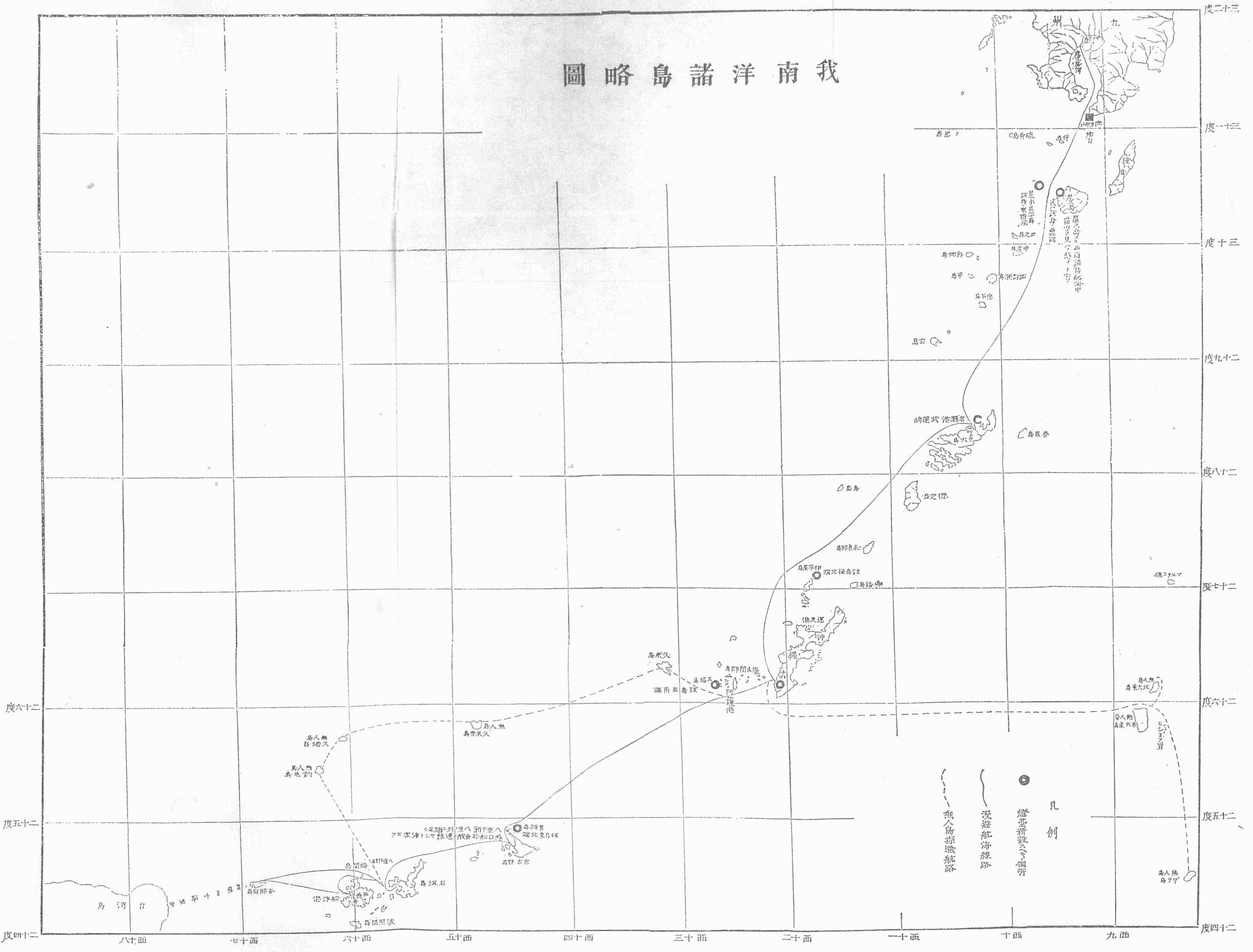
笹森の南西諸島探検行程図

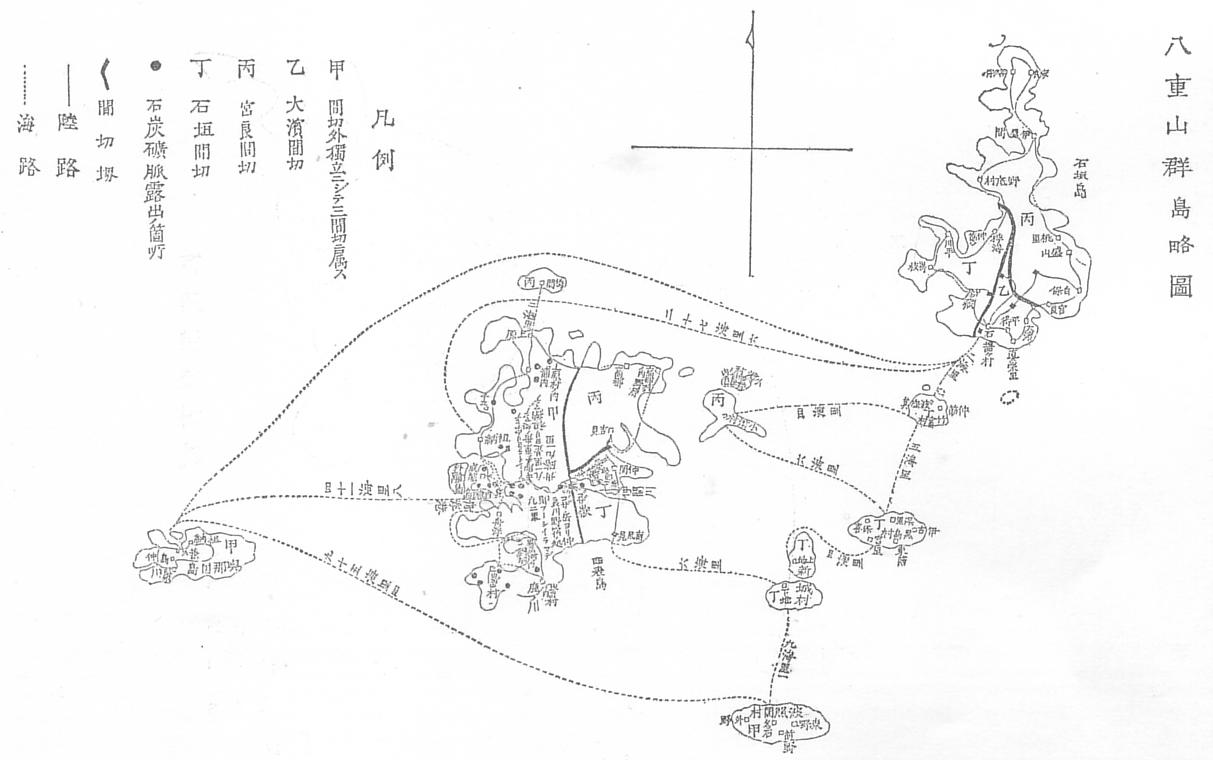
八重山諸島での行程図

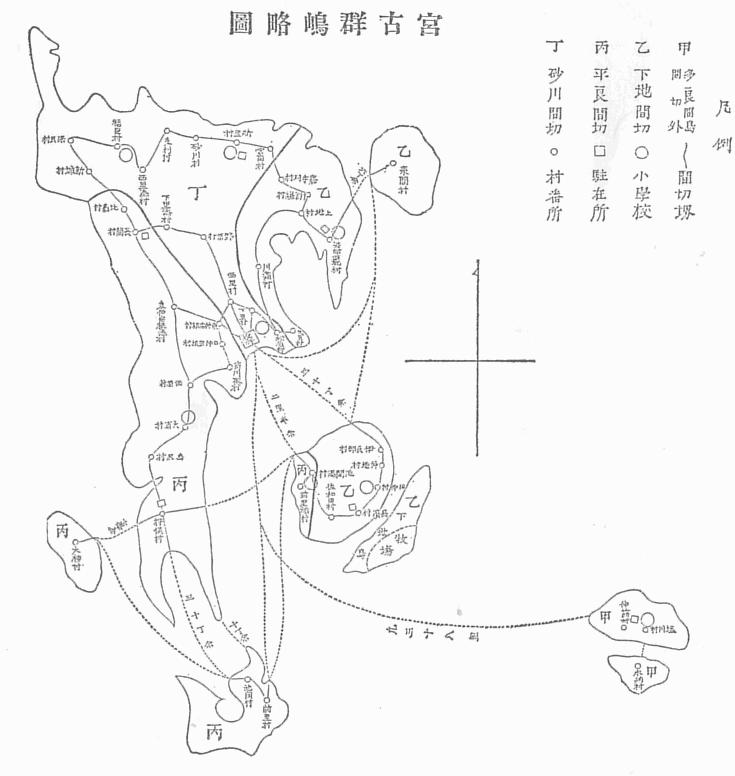
宮古島での行程図

農牧社退職後の笹森は、それからの約10年間のうちに日本の周辺を数多く探検し、その記録を残すことになるが、その嚆矢となったものが、まだ農牧社社長の地位にあった1891年（明治24年）4月から6月にかけて行なった「貧旅行」と称する旅行である。これは、民党（当時は、野党のことをこう呼んでいた）が主張していた地租軽減地価修正論の是非を確かめることと、各地の生産力と生活の実態を確かめるために行なわれたものであり、近畿から九州にかけての広い地域が調査されていた。また、この旅行では、各地の史跡（例えば都農神社や能褒野王塚古墳など）について詳細な調査記録を残しており、これは現在でも資料としての有効性があると評価されている。
1892年（明治25年）には、陸羯南の助言を得て、千島列島巡行を行なっていた軍艦磐城に便乗。先行して千島列島探索を行なっていた片岡利和一行と合流し、占守島や幌筵島の探検を行なった。帰還後、この体験と、片岡一行や現地の古老からの聞き取りなどをまとめ『千島探験』を著す。これは井上毅を通して上奏され、天皇も閲覧した。なお、この探検直後に郡司成忠が千島拓殖を行なっているが、笹森は「千島開発は寒冷地を知る地方人が自ら資金を投じて行なうべき」としてこれに批判的であった。
翌1893年（明治26年）4月、千島探検のことで井上馨内務大臣に面会した際に、国内製糖の振興のため、南島の糖業拡大の可能性を探るように依頼された。笹森より以前に沖縄各島の探検調査を行なっていた植物学者・田代安定に教えを請うなど準備を整えた笹森は、同年5月から、琉球諸島を中心とした南西諸島の探検に向かうことになる。なお、当時の沖縄県、特に先島諸島はハブとマラリアが跋扈する危険な辺境の地であり（実際に、例えば田代安定は調査の中でマラリアに罹り、笹森が訪ねた頃はいつ回復するとも知れない病状にあった）、笹森としても死を覚悟しての渡航であった。
沖縄に着いた笹森は、沖縄本島→慶良間諸島→宮古島→石垣島→西表島→与那国島→石垣島→宮古島→沖縄本島と各島を回り、製糖の実情やその他農業・水産業の調査、伝存文書の発掘などを実行しているが、そのかたわらで笹森が見たものは、悲惨な生活に追い込まれている住民の姿であった。当時の沖縄では、琉球王国時代の支配者層への懐柔策として旧慣温存政策が行なわれており、過酷な税金や身分制度が多く残っていたのである。中でも、人頭税が課されていた先島諸島は特に悲惨であり、例えば宮古島で笹森が見たものは、薄暗い織屋に懲役人のように座って、人頭税である先島上布を折り続ける娘たちの姿であった。鳩間島や新城島、黒島などといった小島は、米の栽培ができないにもかかわらず人頭税として米が徴収されていたため、これらの島の住人はサバニで西表島まで出かけて米の耕作をしなければならなかった。この他、小学校も開けないような僻地から学校税が取り立てられることさえあった。その一方で、こうして集められた税金で旧支配者層である士族達は豊かな生活を送っていた。また、八重山ではマラリアの蔓延もひどいものであり、石垣島では半分以上の集落が、西表島に至っては島全体がその巣となっていた。そして、そのような状態であるにもかかわらず、住民は薬代の請求を恐れて病気を言いだすことができず、人々が次々と死んでいくことから島には廃屋があふれていた。
笹森は、このような集落を丹念に訪ねてまわり、その様子を詳細に記録する。東京に帰還後、笹森はこの沖縄行の様子を『南嶋探験』という書に著したが、その中でこの惨状の最大の原因は人頭税だとしてその廃止を訴えた。これは、同年に宮古島で起こった人頭税の廃止運動にも大きく影響を与えている。政府の意向での沖縄行であったにもかかわらず、『南嶋探験』が政府および沖縄県庁の無策を糾弾する内容となっていることは、「笹森は保守的な傾向をもっていたとはいえ、自分の見たものを言葉または文章で裏切らないという点で、その精神はまさしく革新的であった。そのことが今日でもこの書を不朽のものとならしめている」と評価されている。

### 奄美大島島司
前出の沖縄行において笹森は、帰路の途中で与論島・沖永良部島・徳之島・奄美大島にも立ち寄った。ここでは、砂糖（黒糖の事）の売買権を鹿児島の商人が独占しており、島民は困窮にあえいでいることなどが記録されている。1894年（明治27年）8月、この経験が買われ、笹森は奄美大島の島司に就任する。島司としては、糖業の振興と、島民が持っていた負債の償却に多く力を注いだが、業績の中で「最も快挙とすべき」と評されているのは、トカラ列島（これは当時大島島庁の管轄内にあった）と台湾の視察である。
まずトカラ列島の視察であるが、これは1895年（明治28年）に行なわれた。視察といっても、当時のトカラ列島は、島間に公的な航路が全くない隔絶された島々であり、これはけして安全な旅路ではなかった。視察行の途中では「笹森たちが暴風雨にあって遭難した」という噂が奄美大島で流れ、県知事の要請で軍艦海門による捜索さえ行なわれている（なおこの時、笹森たちは暴風雨に遭遇してはいたが、ちょうど諏訪之瀬島に滞在している最中であったため無事であった）。また、視察の途中では、笹森が炎暑と疲労から病気で倒れるというアクシデントも起きた。このような苦難に見舞われながらも一行は、住民の実情や伝存文書・史跡などの調査を続け、その結果は後に『拾島状況録』という書にまとめられた。これは、後に「今日でもトカラ群島についてのもっとも詳細な報告書で、貴重な文献」と評されている。また、諏訪之瀬島では、火山活動で無人島となっていた同島を再開拓した人物である藤井富伝に出会っており、笹森は後に藤井の伝記『藤井富伝翁伝』を著している。これもこの視察の大きな成果の一つである。
一方、台湾の視察はトカラ視察の翌年、1896年（明治29年）に行なわれた。これは、日清戦争で日本の領土となったため、奄美と砂糖生産において競合が起きるとみられたことに由来する。ただし、当時の台湾は抗日ゲリラや生蕃によって日本人が襲撃される事件が多く、やはりこれも安全な視察ではなかった。この台湾行においては、危険を冒して生蕃地の視察も行なっている。
その後、1898年（明治31年）8月に大島島司を辞任。

### 晩年の笹森
大島島司辞任後の笹森は、陸羯南の推薦で近衛篤麿の創始した東亜同文会の嘱託となり、1899年（明治32年）5月、日本語学校建設のため朝鮮北部の咸鏡道へ渡る。同年末には城津（現・金策市）で城津学堂という学校を開いて学長となった。また、朝鮮からさらに北方へ足を伸ばし、ハバロフスク近辺などの視察も行なっている。1901年（明治34年）、寒さから体調を崩したこともあって帰国した。
1902年（明治35年）5月6日、初代市長・工藤卓爾の推薦などもあり、第2代青森市長に就任する。当時の青森市では多額の税金未納が問題になっており、市長としてはこの建て直しが主な仕事となった。調査の結果、未納分の多くは職員によって横領されていたことが判明したため、これを厳重に処分することで問題の解決を図り、笹森の就任前は約2万4000円あった未納額を500円程度まで減少させることに成功している。また、商業都市青森には専門の教育機関が必要だとして、私立青森商業補習夜学校（現・青森県立青森商業高等学校）を設立。同校の初代校長にも就任している。
1903年（明治36年）12月13日、市長を辞任。その後は五十九銀行の監査役を務めるなどし、1915年（大正4年）9月29日に死去。70歳。墓所は弘前市新寺町の西光寺。

## 『南嶋探験』の後世への影響
笹森はいくつかの著書を残しているが、その中で最も後世への影響が大きかったのは『南嶋探験』である。その影響の例を挙げると、例えば鳥居龍蔵は同書の刊行直後（なお、この頃鳥居はまだ東京帝国大学（現・東京大学）人類学教室の標本整理係であった）、笹森に面会を求めている。また、柳田國男は『笹森儀助翁伝』（横山武夫著。今泉書店、1934年）の序文において、『南嶋探験』の影響で南島談話会（柳田、折口信夫らによる南島の研究会）が発足したと語っている。
笹森は民俗学を修めた人間ではなかったが、その著書の内容は後に言うフィールドワークの先駆的なものであり、これが柳田ら後の民俗学者に注目されるような理由であった。柳田はこの点から笹森を「その成果が予想外の方面で利用され、近代科学の先駆となった」という意味で「錬金術師」とたとえている。

## 番組
- 2006年、TBSの土曜テレビ番組「日立 世界・ふしぎ発見!」で「明治の豪傑! 笹森儀助　奄美・沖縄探検記」で、笹森が紹介された[9]。

## 略歴
- 1845年1月25日　弘前藩士笹森重吉、ひさの長男として弘前・在府町に生誕。[10]
- 1854年　藩校稽古館に入校。
- 1857年　6月4日　父重吉死去。家禄150石を継儀、小姓組拝命。
- 1859年　梶尾一刀流師範・山田登に師事する。慶応2年まで。
- 1863年　7月21日、母死去。
- 1867年　11月。山田登の指示により国政改革意見書を藩主の机上に。永蟄居処分。
- 1870年　明治維新により大赦。9月、弘前藩庁の権少属租税掛を拝命。
- 1871年　廃藩置県で弘前県へ。新政府への弘前城引き渡し担当。9月、青森県と改称。
- 1873年　4月26日　青森県を依願退職。10月28日再採用。
- 1974年　3月20日　依願免職。4月4日から西浜に隠棲。
- 1876年　5月13日　第三大区一小区戸長に任命。8月1日区長に昇任。
- 1877年　8月23日　県庁第五課学務担当。9月牧場開設を検討。
- 1878年　10月30日　中津軽郡郡長を拝命。
- 1879年 10月　開拓使七重勧業試験場を視察。
- 1880年　7月　常盤野の土地拝借願を県に提出。
- 1881年　2月、農牧社設立へ政府に４万5ooo円拝借願を出す。明治天皇巡幸に弘前を加えるように陳情。明治天皇に拝謁。10月28日県内有力政治家の大同団結に異を唱え津軽郡郡長の辞表を提出。辞任。（弘前事件）
- 1882年　2月政府から拝借金18000円貸与。5月24日農牧社を開業。社長は大道寺、笹森は副社長。
- 1883年　11月、長尾介一郎に委託し、弘前に牛肉販売所を試験開設。
- 1884年　6月、長男介一郎に委託し、弘前に牛乳販売店を開設。8月常盤野に転居。
- 1886年　4月に上京。東京芝に農牧社出張店を開設。11月農牧社社長に就任。
- 1890年　第1回帝国議会を連日傍聴。
- 1891年　4月5日から6月13日。三重から鹿児島まで巡り、「貧旅行之記」を執筆。
- 1892年　6月22日、千島探検へ弘前を出発。7月6日、軍艦磐城で函館出港。7月20日農牧社社長辞任が認められる。（本人は会には欠席）8月20日占守島に上陸。9月3日根室。各地をまわり10月15日　弘前へ帰着。
- 1893年　「千島探検」を自費出版。4月18日。井上馨内相より南島探検を依頼される。5月10日　弘前を出発、奄美大島を経て、那覇、沖縄本島、宮古、石垣、与那国、西表、の各地を回り、また石垣、宮古、沖縄本島を再訪。与論島、沖永良部島、徳之島、奄美大島を経て、10月24日に横浜港に帰着。
- 1894年　2－3月頃人頭税廃止運動の指導者　中村十作と面会。5月政府に「沖縄県下八重山風土病の状況、並びに駆除方法意見」を提出。5月31日、「南島探検」発刊。9月8日鹿児島県大島島司に就任。
- 1895年　4月27日　川辺十島巡回調査へ、奄美大島を出発。8月27日帰着。
- 1896年　3月25日　台湾調査のため、奄美大島を出発。5月15日　奄美に帰着。「台湾視察日記」「台湾視察論」執筆。奄美大島で天然痘が発生。対策の追われる。
- 1898年　7月沖永良部島に赤痢が発生。対策に当たらせる。8月8日、大島龍郷町に西郷隆盛碑を建てる。8月29日。大島島司を辞任。
- 1899年　5月、東亜同文会の日本語学校開設のため、韓国北部へ。8月8日国境地帯視察。9月2日、東部シベリア視察。10月5日城津学堂の開校式。校長に就任。10月国境地帯視察。
- 1900年　1月2日、東京へ。3月、韓国へ。10月、国境へ。
- 1901年　3月帰国。学堂は廃止に決定。校長は辞職。
- 1902年　5月6日　第2代青森市長に就任。10月1日、私立青森商業補習学校を開校。（現青森県立青森商業高校）校長就任。
- 1903年　3月17日　青森市水道の敷設申請をする。12月16日　青森市長を辞任。
- 1905年　7月23日　弘前の第五十九国立銀行の監査役に就任。2年後まで。
- 1912年　3月16日　青森市立商業学校講堂において、儀助と村本喜四郎の肖像を掲げる。
- 1915年　9月29日　脳内出血にて弘前で死去。10月3日　西光寺に葬る。

## 著作
- 笹森儀助『千島探験』至言社（ぺりかん社 販売）、1977年
- 笹森儀助『南嶋探験 琉球漫遊記』全2巻、東喜望校注、平凡社〈東洋文庫〉、1982-1983年、ワイド版2007年
- 笹森儀助『笹森儀助書簡集』東奥日報社、2008年。ISBN 9784885610912